# Zsh
Z shell, zsh — одна из современных командных оболочек UNIX, использующаяся непосредственно как интерактивная оболочка, либо как скриптовый интерпретатор. Zsh является расширенным аналогом, а также имеет обратную совместимость с bourne shell, имея большое количество улучшений.

## История
Первая версия zsh была написана Паулем Фалстадом (Paul Falstad) в 1990 году, когда он был студентом Принстонского университета. Название ZSH произошло от университетского ассистента по имени Чжун Шао (Zhong Shao). Пол подумал, что учётная запись Чжуна, «zsh», будет хорошим названием для командной оболочки.
Сейчас развивается энтузиастами, под руководством Питера Стефенсона (Peter Stephenson) в рамках свободного проекта.

## Особенности
Некоторые полезные особенности:
- программируемое автодополнение, которое помогает пользователям вводить как команды, так и их аргументы, со встроенной поддержкой нескольких сотен команд;
- разделяет историю команд между всеми запущенными экземплярами оболочки;
- расширенное дополнение названий файлов, что позволяет указать файл без необходимости запускать внешние программы, наподобие find;
- расширенная поддержка переменных и массивов;
- редактирование многострочных команд в едином буфере;
- коррекция опечаток;
- имеет различные режимы совместимости (то есть, вы можете использовать zsh вместо bourne shell при запуске, как /bin/sh);
- модифицируемые приглашения (prompts), включающие возможность расположить приглашение справа и настроить автоскрытие при наборе длинных команд;

## Статьи
- Алексей Федорчук. Zsh — лучший в мире шелл (18 апреля 2011). Дата обращения: 18 апреля 2011. Архивировано 14 февраля 2012 года.
- Vlsu. Конфигурация для ZSH (файл .zshrc). vlsu.blogspot.com (12 февраля 2012). Дата обращения: 16 сентября 2016.
- Алексей Федорчук. Zsh и мифы о нём. alv.me (15 сентября 2016). Дата обращения: 16 сентября 2016.

### Официальные
- Официальный сайт. (англ.)
  - Архив почтовых рассылок. (англ.)
- ZSH Вики. (англ.)

### Статьи
- Shell Corner: ZSH Suite of «keeper» Functions (англ.)
- Zzappers Best of ZSH Tips (англ.)

### Фанаты
- Страница Adam’а о ZSH (англ.)
- Страница Christian’а о ZSH (англ.)
- ZSH-Lover (англ.)
- Неофициальный порт под Windows (англ.)
- Набор библиотек пополняемый пользователями.